# Alchemilla ventiana
Alchemilla ventiana é uma espécie de rosácea do gênero Alchemilla, pertencente à família Rosaceae.